# WTT Series 2024
Die WTT Series fand 2024 in ihrer 4. Austragung statt. Sie begann am 8. Januar mit dem WTT Star Contender Doha und endete am 24. November mit den WTT Finals.

## Modus
Innerhalb der WTT Series 2024 fanden 22 Turniere statt, die in vier Kategorien – Contender, Star Contender, Champions und Grand Smash – eingeteilt waren, in denen unterschiedlich viele Weltranglistenpunkte gewonnen werden konnten. Abgeschlossen wurde die Turnierserie mit den WTT Finals als 23. Turnier.

## Turniere
| Nr. | Turnier | Turnier                      | Ort               | Datum         | Gewinner Männer    | Gewinner Männer                    | Gewinnerinnen Frauen | Gewinnerinnen Frauen               | GewinnerInnen Mixed              | Preis- geld | [ 1 ]  |
| Nr. | Turnier | Turnier                      | Ort               | Datum         | Einzel             | Doppel                             | Einzel               | Doppel                             | GewinnerInnen Mixed              | Preis- geld | [ 1 ]  |
| --- | ------- | ---------------------------- | ----------------- | ------------- | ------------------ | ---------------------------------- | -------------------- | ---------------------------------- | -------------------------------- | ----------- | ------ |
| 1   |         | WTT Star Contender Doha      | Doha              | 8.1.–13.1.    | Wang Chuqin        | Yuan Licen Liang Jingkun           | Sun Yingsha          | Qian Tianyi Chen Xingtong          | Wang Chuqin Sun Yingsha          | $ 250.000   | [ 2 ]  |
| 2   |         | WTT Contender Doha           | Doha              | 14.1.–20.1.   | Timo Boll          | Lee Sang-su Lim Jong-hoon          | Jeon Ji-hee          | Jeon Ji-hee Shin Yu-bin            | Wang Chuqin Sun Yingsha          | $ 80.000    | [ 3 ]  |
| 3   |         | WTT Star Contender Goa       | Mapusa            | 23.1.–28.1.   | Félix Lebrun       | Lim Jong-hoon An Jae-hyun          | Cheng I-ching        | Jeon Ji-hee Shin Yu-bin            | Lim Jong-hoon Shin Yu-bin        | $ 250.000   | [ 4 ]  |
| –   |         | Weltmeisterschaft            | Busan             | 16.2.–25.2.   |                    |                                    |                      |                                    |                                  | –           | [ 5 ]  |
| 4   |         | Singapore Smash              | Singapur          | 7.3.–17.3.    | Wang Chuqin        | Lin Gaoyuan Ma Long                | Wang Manyu           | Chen Meng Wang Manyu               | Wang Chuqin Sun Yingsha          | $ 1.500.000 | [ 6 ]  |
| 5   |         | WTT Champions Incheon        | Incheon           | 27.3.–31.3.   | Liang Jingkun      | –                                  | Sun Yingsha          | –                                  | –                                | $ 300.000   | [ 7 ]  |
| –   |         | World Cup                    | Macau             | 15.4.–21.4.   |                    |                                    |                      |                                    |                                  | $ 1.000.000 | [ 8 ]  |
| 6   |         | Saudi Smash                  | Dschidda          | 1.5.–11.5.    | Wang Chuqin        | Wang Chuqin Ma Long                | Chen Meng            | Chen Meng Wang Manyu               | Wang Chuqin Sun Yingsha          | $ 2.000.000 | [ 9 ]  |
| 7   |         | WTT Contender Rio de Janeiro | Rio de Janeiro    | 20.5.–26.5.   | Hugo Calderano     | An Jae-hyun Oh Junsung             | Miyu Nagasaki        | Honoka Hashimoto Hitomi Satō       | Lim Jong-hoon Shin Yu-bin        | $ 80.000    | [ 10 ] |
| 8   |         | WTT Contender Taiyuan        | Taiyuan           | 21.5.–26.5.   | Liang Jingkun      | Ma Long Lin Gaoyuan                | Chen Xingtong        | Chen Yi Kuai Man                   | Lin Shidong Kuai Man             | $ 80.000    | [ 11 ] |
| 9   |         | WTT Contender Mendoza        | Mendoza           | 27.5.–2.6.    | Benedikt Duda      | Santiago Lorenzo Horacio Cifuentes | Sakura Mori          | Miyu Nagasaki Sakura Mori          | Yuta Tanaka Miyu Nagasaki        | $ 80.000    | [ 12 ] |
| 10  |         | WTT Champions Chongqing      | Chongqing         | 30.5.–3.6.    | Fan Zhendong       | –                                  | Sun Yingsha          | –                                  | –                                | $ 800.000   | [ 13 ] |
| 11  |         | WTT Contender Zagreb         | Zagreb            | 3.6.–9.6.     | Alexis Lebrun      | Simon Gauzy Alexis Lebrun          | Hina Hayata          | Sakura Yokoi Satsuki Odo           | Tomokazu Harimoto Hina Hayata    | $ 80.000    | [ 14 ] |
| 12  |         | WTT Star Contender Ljubljana | Ljubljana         | 10.6.–16.6.   | Hugo Calderano     | Anton Källberg Kristian Karlsson   | Hina Hayata          | Miyuu Kihara Miyu Nagasaki         | Tomokazu Harimoto Hina Hayata    | $ 250.000   | [ 15 ] |
| 13  |         | WTT Contender Lagos          | Lagos             | 19.6.–23.6.   | Dimitrij Ovtcharov | Manav Vikash Thakkar Harmeet Desai | Sreeja Akula         | Archana Girish Kamath Sreeja Akula | Lim Jong-hoon Shin Yu-bin        | $ 80.000    | [ 16 ] |
| 14  |         | WTT Contender Tunis          | Tunis             | 25.6.–30.6.   | Tomokazu Harimoto  | Sora Matsushima Tomokazu Harimoto  | Miwa Harimoto        | Satsuki Odo Sakura Yokoi           | Tomokazu Harimoto Hina Hayata    | $ 80.000    | [ 17 ] |
| 15  |         | WTT Star Contender Bangkok   | Bangkok           | 2.7.–7.7.     | Tomokazu Harimoto  | Sora Matsushima Tomokazu Harimoto  | Mima Itō             | Honoka Hashimoto Hitomi Satō       | Tomokazu Harimoto Hina Hayata    | $ 250.000   | [ 18 ] |
| –   |         | Olympische Spiele            | Paris             | 27.7.–10.8.   |                    |                                    |                      |                                    |                                  | –           |        |
| 16  |         | WTT Contender Lima           | Lima              | 19.8.–25.8.   | Darko Jorgić       | Florian Bourrassaud Esteban Dorr   | Satsuki Odo          | Satsuki Odo Sakura Yokoi           | Henrique Noguti Giulia Takahashi | $ 80.000    | [ 19 ] |
| 17  |         | WTT Contender Almaty         | Almaty            | 3.9.–8.9.     | Lin Shidong        | Lin Shidong Xu Yingbin             | Shi Xunyao           | Liu Weishan He Zhuojia             | Lin Shidong Kuai Man             | $ 80.000    | [ 20 ] |
| 18  |         | WTT Champions Macao          | Macau             | 9.9.–15.9.    | Lin Shidong        | –                                  | Sun Yingsha          | –                                  | –                                | $ 800.000   | [ 21 ] |
| 19  |         | China Smash                  | Peking            | 26.9.–6.10.   | Lin Shidong        | Wang Chuqin Liang Jingkun          | Sun Yingsha          | Qian Tianyi Chen Xingtong          | Lin Shidong Kuai Man             | $ 2.000.000 | [ 22 ] |
| 20  |         | WTT Champions Montpellier    | Montpellier       | 22.10.–27.10. | Félix Lebrun       | –                                  | Satsuki Ōdō          | –                                  | –                                | $ 500.000   | [ 23 ] |
| 21  |         | WTT Contender Muscat         | Maskat            | 28.10.–2.11.  | Lin Shidong        | Yuan Licen Xiang Peng              | Kuai Man             | Yang Yiyun Zhu Sibing              | Lin Shidong Kuai Man             | $ 80.000    | [ 24 ] |
| 22  |         | WTT Champions Frankfurt      | Frankfurt am Main | 3.11.–10.11.  | Lin Shidong        | –                                  | Wang Manyu           | –                                  | –                                | $ 500.000   | [ 25 ] |
| 23  |         | WTT Finals Fukuoka           | Fukuoka           | 20.11.–24.11. | Wang Chuqin        | Félix Lebrun Alexis Lebrun         | Wang Manyu           | Hitomi Satō Honoka Hashimoto       | –                                | $ 700.000   | [ 26 ] |